# Melanie Chartoff

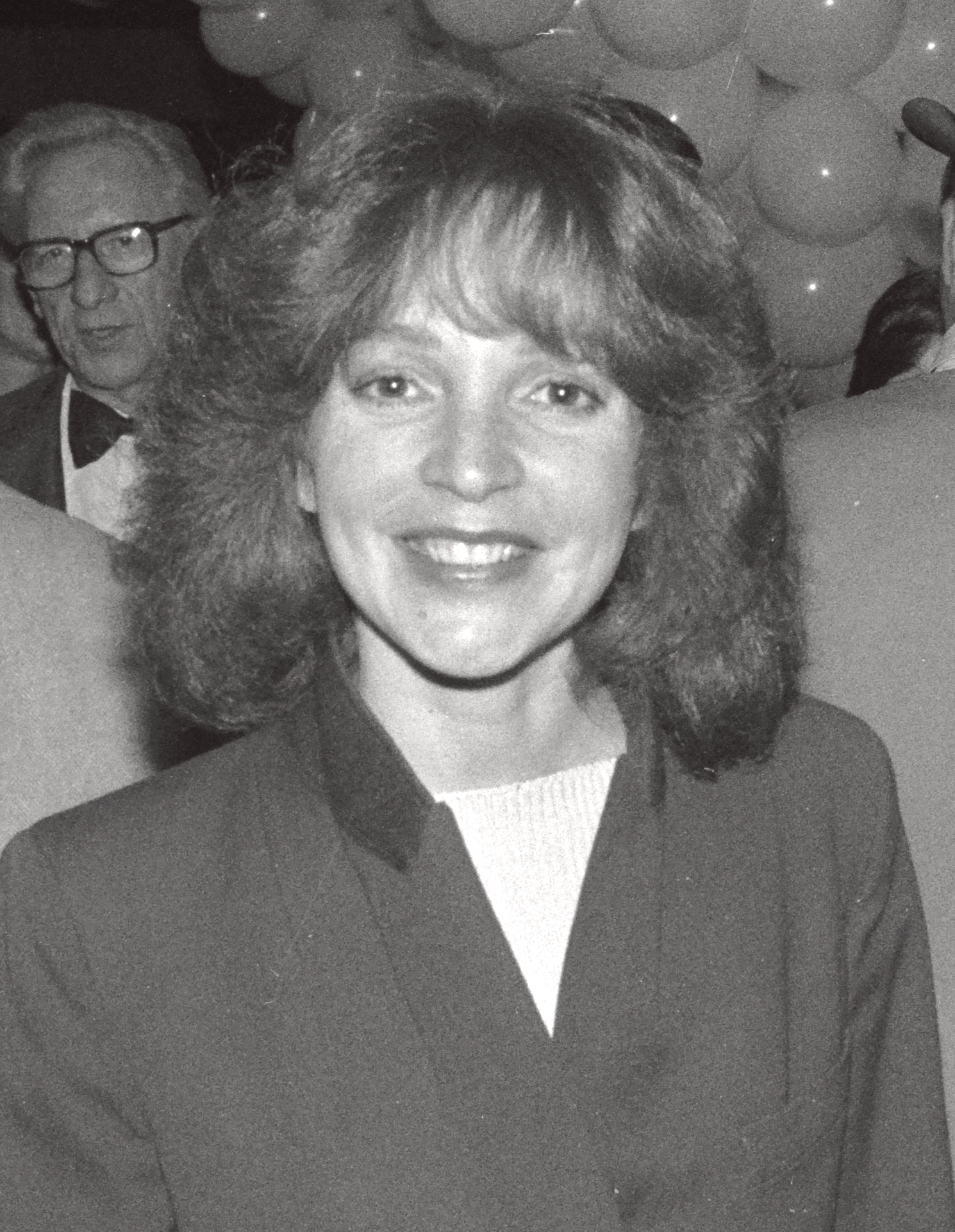
Melanie Chartoff (1980)

Melanie Chartoff (* 15. Dezember 1948 in New Haven, Connecticut) ist eine US-amerikanische Schauspielerin und Synchronsprecherin.

## Leben
Chartoff besuchte nach der High School die Adelphi University, welche sie mit dem Bachelor of Arts abschloss. Mitte der 1970er Jahre hatte sie erste kleinere Rollen in Fernsehserien. Zwischen 1980 und 1982 gehörte sie in 54 Episoden dem Ensemble der ABC Comedyshow Fridays an, einer erfolglosen Adaption des NBC-Formats Saturday Night Live. Im Oktober 1981 posierte sie für den Playboy. In den 1980er Jahren spielte sie Gastrollen in verschiedenen Fernsehserien, darunter eine wiederkehrende Rolle in der Sitcom Newhart, sowie eine der Hauptrollen in der nach nur sechs Episoden abgesetzten Serie Take Five an der Seite von George Segal.
Zwischen 1990 und 1993 spielte sie die Schulleiterin Grace Musso in der Serie Parker Lewis – Der Coole von der Schule, wodurch sie einem breiteren Publikum bekannt wurde. Von 1996 bis 1997 spielte sie eine wiederkehrende Rolle in der auf der Filmkomödie L.I.S.A. – Der helle Wahnsinn basierenden, gleichnamigen Serie.
Seit 1991 spricht Chartoff in der Zeichentrickserie Rugrats, den darauf basierenden Spielfilmen und dem Spin-off All Grown Up die Rolle der Didi Pickles, der Mutter der Babys Tommy und Dil. Eine weitere Sprechrolle hatte sie im dritten Teil der Doktor-Dolittle-Filmreihe.

## Filmografie (Auswahl)

### Als Schauspielerin
- 1978: Wonder Woman (Fernsehserie, eine Folge)
- 1978: American Hot Wax
- 1980–1982: Fridays (Fernsehserie)
- 1985: Mr. Belvedere (Fernsehserie, eine Folge)
- 1985: Knast Total – Hier sitzen sie richtig (Doin' Time)
- 1985: Chefarzt Dr. Westphall (St. Elsewhere, Fernsehserie, eine Folge)
- 1986: Love Boat (The Love Boat, Fernsehserie, eine Folge)
- 1986: Stoogemania
- 1987: Take Five (Fernsehserie, sechs Folgen)
- 1987–1990: Newhart (Fernsehserie, fünf Folgen)
- 1987: Der beste Spieler weit und breit: Sein größter Sieg (Kenny Rogers as The Gambler, Part III: The Legend Continues, Fernsehfilm)
- 1990–1993: Parker Lewis – Der Coole von der Schule (Parker Lewis Can't Lose, Fernsehserie, 71 Folgen)
- 1993: Eine schrecklich nette Familie (Married with Children, Fernsehserie, eine Folge)
- 1994, 1998: Seinfeld (Fernsehserie, zwei Folgen)
- 1996–1998: Lisa – Der helle Wahnsinn (Weird Science, Fernsehserie, fünf Folgen)
- 1998: Ally McBeal (Fernsehserie, eine Folge)
- 2000: Ein Hauch von Himmel (Touched By An Angel, Fernsehserie, eine Folge)
- 2000: Big Brother Trouble
- 2001: JAG – Im Auftrag der Ehre (JAG, Fernsehserie, eine Folge)
- 2005: Unfabulous (Fernsehserie, eine Folge)
- 2006: Desperate Housewives (Fernsehserie, eine Folge)
- 2010: My Superhero Family (No Ordinary Family, Fernsehserie, Pilotfilm)

### Als Synchronsprecherin
- 1991–2005: Rugrats (Fernsehserie, 149 Folgen)
- 1998: Rugrats – Der Film (Rugrats – The Movie)
- 2000: Rugrats in Paris – Der Film (Rugrats in Paris: The Movie)
- 2003: Die Rugrats auf Achse (Rugrats Go Wild)
- 2003–2008: All Grown Up – Fast erwachsen (Fernsehserie, 15 Folgen)
- 2006: Dr. Dolittle 3